# Omphalina galericolor
Omphalina galericolor är en lavart. Enligt Catalogue of Life ingår Omphalina galericolor i släktet Omphalina,  och familjen Tricholomataceae, men enligt Dyntaxa är tillhörigheten istället släktet Omphalina,  och familjen trådklubbor. Artens status i Sverige är: Ej påträffad.

## Underarter
Arten delas in i följande underarter:
- lilacinicolor
- galericolor